# Richard Harris (beeldhouwer)
Richard Harris (Newton Abbot, 1954) is een Engelse beeldhouwer en land art-kunstenaar.

## Leven en werk
Harris werd geboren en groeide op in het graafschap Devon. Hij studeerde van 1972 tot 1973 aan de Torquay School of Art en van 1973 tot 1976 aan het Gloucestershire College of Art and Design. Na voltooiing van zijn studie was hij gedurende een jaar artist in residence in Grizedale Forest, waarna hij van 1979 tot 1981 lesgaf aan diverse scholen in Australië. Zowel in Grizedale als in Australië maakte hij naam als land art-kunstenaar in de traditie van Andy Goldsworthy, Richard Long en Hamish Fulton. Van 1991 tot 1992 bracht hij een jaar door in de Duitse stad Wuppertal in het kader van een uitwisselingsprogramma van kunstenaars. In 1992 woonde hij een land art-symposium bij in het Deense Krakamarken Nature Art Park bij Randers.

## Werken (selectie)
- Quarry Structure (1977)[1], beeldenroute Grizedale Forest in het Lake District
- Cliff Structure (1978), Grizedale Forest
- Bottle Bank (1982/86), Gateshead
- Walking with the Sea (1989), Millennium Coastal Park in Llanelli
- 50 years of fallen leves (1992) in Wuppertal
- River Walk (1993)[2], Passage Paving van de South Bank Sculpture Stroll in Londen
- Untitled (1994), Sculpture Trail King's Wood bij Challock in Kent
- Meeting Ground (1994), Terminal 2 van Manchester Airport bij Manchester
- Silent Steel (1995), Pétange in Luxemburg
- Fallen (1995), Schloss Ettersburg in Weimar
- Two Rivers (1999), Wrexham
- Path (2000), Arte Sella in Borgo Valsugana
- Steel Crescent (2001), Cass Sculpture Foundation in Goodwood (West Sussex)
- We Live Between Water and Sky (2002) in Wolverhampton
- Ecology Park Sculpture (2003), Watermead Ecology Park in Leicester
- We Live Between Four Walls (2003), National Botanical Garden of Wales
- The Meeting Place on the Plinth (2006) voor de Welsh Assembly, de Senedd in Cardiff
- Pearls of the Earth en Shelter (2007), Conwy